# Казахстанско-филиппинские отношения
Казахстанско-филиппинские отношения — двусторонние дипломатические отношения между Республикой Казахстан и Республикой Филиппины.

## История
Филиппины признали независимость Казахстана 22 января 1992 года. 25 марта 1992 года были установлены дипломатические отношения.
10-12 ноября 2003 года состоялся первый государственный визит президента Казахстана Нурсултана Назарбаева в Филиппины. Во время визита Назарбаев провёл встречи с президентом Филиппин Глорией Макапагал-Арройо, президентом сената Франклином Дрилоном, спикером палаты представителей Хосе де Венисией. 11 ноября в ходе визита были подписаны Декларация о дружбе и сотрудничестве между Казахстаном и Филиппинами, межправительственное соглашение о безвизовых поездках владельцев дипломатических и служебных паспортов, межправительственное соглашение о сотрудничестве в области туризма).

## Экономические отношения
В 2022 году товарооборот между Казахстаном и Филиппинами составил 27,09 млн долларов США, в том числе экспорт из Казахстана — 5,9 тысяч, импорт из Филиппин — 27,04 млн.